# プリオプラテカルプス
プリオプラテカルプス（学名: Plioplatecarpus）は、モササウルス科のトカゲの属。他のモササウルス科と同様に後期白亜紀に生息した。

## 発見

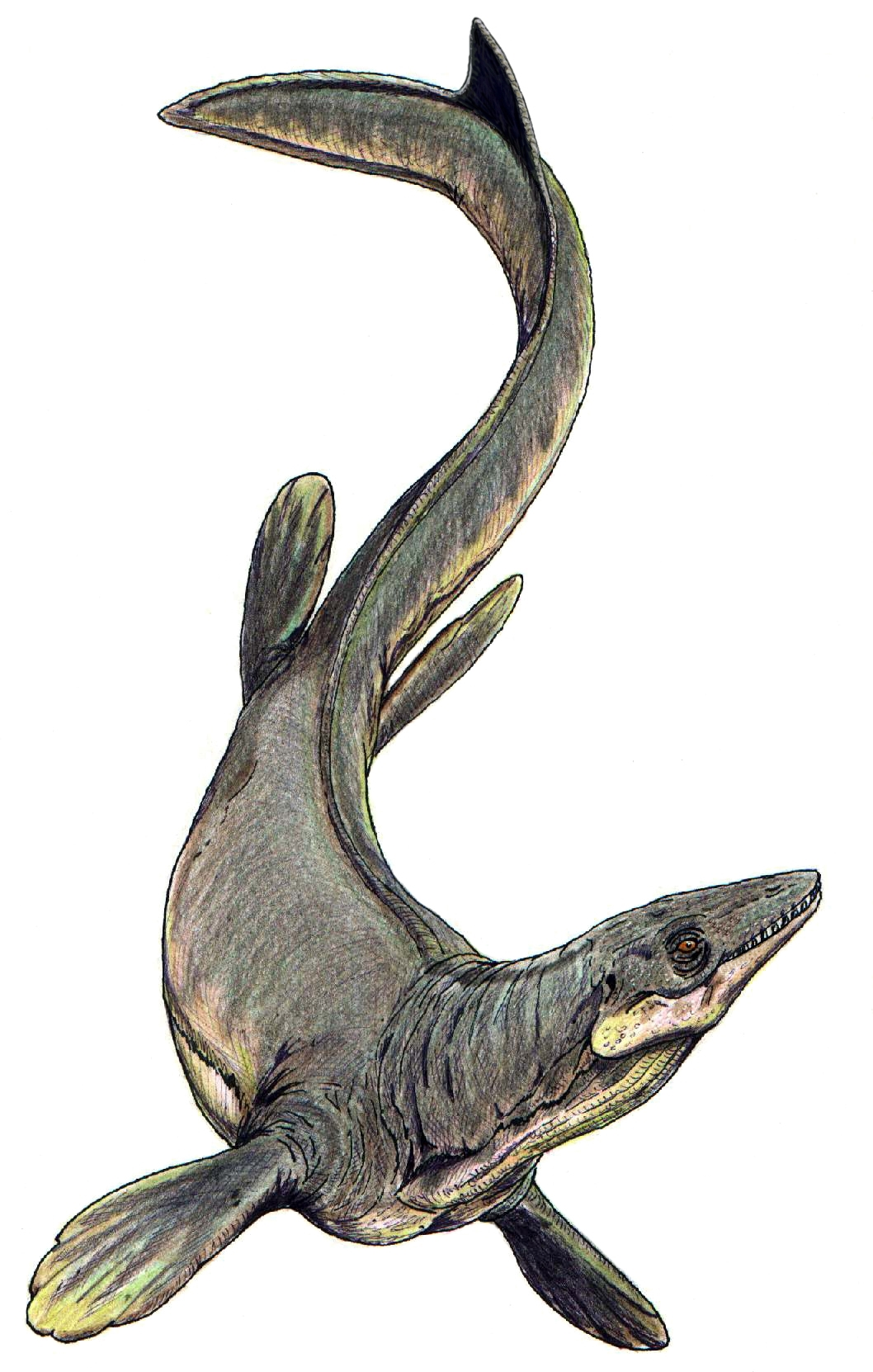
復元図

プリオプラテカルプスは1882年に古生物学者ルイ・ドロがヨーロッパで初めて発見した。発見された標本は比較的不完全ではあったが、すぐに更なる化石が産出した。北アメリカではエドワード・ドリンカー・コープが別の標本を1869年に発見したが、彼はこれをモササウルスとして同定した。彼が1870年にリオドンとした標本も後にプリオプラテカルプスに再分類される可能性がある。リオドンはプラテカルプス属に再分類された後にプログナトドン属に再分類されたが、プリオプラテカルプス属に位置付けられた標本もある。

## 特徴
現生トカゲ類の頭頂部付近に位置する松果体は、光の感知に役立てられている。これはモササウルス科にも存在し、基盤的な属では現生トカゲ類と同様に頭頂部に位置するが、より派生的なモササウルス科では前方に位置している。また、派生的な属の松果体は基盤的な属のものよりも発達しており、自身よりも浅い水深を泳ぐ獲物の影を敏感に感知したと推測されている。この特徴はプリオプラテカルプスにおいて顕著である。